# أورانج كاسيدي
أورانج كاسيدي (بالإنجليزية: Orange Cassidy)‏ (من مواليد 4 مايو 1984)، هو مصارع أمريكي محترف ومدرب مصارعة محترف، اشتهر بمصارعته المحترفة بشخصية الكسول المنعزل والهادئ.